# Hà Nội và tôi
Hà Nội & Tôi là tên một tuyển tập nhiều ca khúc theo chủ đề của ca sĩ Thu Phương, được sản xuất bởi chính ca sĩ Thu Phương với sự giúp đỡ của nhạc sĩ Nhật Trung và được phát hành bởi trung tâm Thúy Nga Paris vào ngày 11 tháng 10 năm 2012 tại Hoa Kỳ. Tuyển tập gồm 11 ca khúc viết về Hà Nội nổi tiếng từ thập niên 70, 80 và 90, được đánh giá cao về mặt cảm xúc âm nhạc và chủ đề.

## Hoàn cảnh ra đời
Năm 2010, Thu Phương thực hiện chuyến hồi hương về Việt Nam để thực hiện album này. Vốn không phải là người Hà Nội, nhưng Thu Phương đã gắn bó với mảnh đất này, và muốn gửi những tâm sự, tình cảm về Hà Nội đến với người yêu nhạc bằng chính lời ca, tiếng hát. Album hoàn thành với sự hỗ trợ của nhạc sĩ Nhật Trung. Hơn nữa, album còn là lời tri ân mà Thu Phương gửi đến bạn bè, đặc biệt là người bạn đời hiện tại - Dũng Taylor.
| “            | "CD này Phương đã thực hiện nó đúng ba năm! Ðời sống người nghệ sĩ có nhiều lúc khó nói lắm, như tác phẩm CD này, ba năm Phương cứ ngỡ rằng mình đã bỏ quên nó, nhưng rồi bỗng một ngày Phương chợt thấy yêu nó, muốn nó và từ đó ý nghĩ phải hoàn thành tác phẩm CD chợt đến, thế là chỉ trong vòng hai tuần thôi, hai tuần làm việc liên tục với thêm bớt, chỉnh sửa trong phòng thu cả ngày lẫn đêm để rồi cuối cùng đứa con tinh thần được ra đời." | ” |
| — Thu Phương | |   |

## Danh sách ca khúc
| STT | Nhan đề                                     | Sáng tác                             | Thời lượng |
| --- | ------------------------------------------- | ------------------------------------ | ---------- |
| 1.  | "Hà Nội & Tôi"                              | Lê Vinh                              | 6:44       |
| 2.  | "Hà Nội ngày tháng cũ"                      | Song Ngọc                            | 6:08       |
| 3.  | "Mong về Hà Nội"                            | Dương Thụ                            | 4:52       |
| 4.  | "Hà Nội ngày trở về"                        | Phú Quang                            | 5:17       |
| 5.  | "Hà Nội mùa vắng những cơn mưa"             | Trương Quý Hải, Bùi Thanh Tuấn (thơ) | 4:16       |
| 6.  | "Hoa sữa"                                   | Hồng Đăng                            | 4:29       |
| 7.  | "Hà Nội mùa lá bay"                         | Hữu Xuân                             | 4:52       |
| 8.  | "Hướng về Hà Nội"                           | Hoàng Dương                          | 5:04       |
| 9.  | "Nhớ mùa thu Hà Nội"                        | Trịnh Công Sơn                       | 4:03       |
| 10. | "Hà Nội ngày chia xa"                       | Hữu Xuân                             | 5:22       |
| 11. | "Tìm về phố xưa"                            | Nhật Trung                           | 5:47       |
| 12. | "Tìm về phố xưa" (bonus track instrumental) | Nhật Trung                           | 5:47       |

## Đánh giá
Tờ Visualgui Music Review nhận định, đây là một tác phẩm đáng khen ngợi của Thu Phương. Mặc dù concept (chủ đề) về Hà Nội không phải mới, tuy nhiên album của Phương lại chất chứa cảm xúc và ký ức riêng của cô về Hà Nội. Từ ca khúc chủ đề đầu tiên tới các bài sau  "Hà Nội Ngày Tháng Cũ" (Song Ngọc), "Hà Nội Ngày trở về" (Phú Quang), "Hà Nội Mùa Vắng Những Cơn Mưa" (Trương Quý Hải & Bùi Thanh Tuấn) tới "Hướng về Hà Nội" (Hoàng Dương), Thu Phương đã khóa trọn thành phố này vào trong mình. Từng góc phố, con đường và mùi hương trở nên sống động trong nội tâm của cô.
Tuy nhiên bài hát mang tính chất cá nhân nhất trong album phải kể đến "Mong Về Hà Nội" (Dương Thụ), người nghe có cảm giác như một tiếng vọng về tuổi thơ khi cô hát "Tôi mong về Hà Nội / Tìm lại tiếng ve ngày trẻ dại." Phần đệm bossa-nova mang lại nét mới cho bài Nhớ mùa thu Hà Nội, nhưng giá như cô solo hoàn toàn với piano từ đầu đến cuối thì hay hơn nhiều. Sự đơn giản của đĩa nhạc thực sự quá đỗi quyến rũ. Bài duy nhất được coi là bonus của đĩa là "Tìm Về Phố Xưa," với phần nhạc đệm bass bài "Every Breath You Take." của The Police.
Với Hà Nội và Tôi, Thu Phương một lần nữa chứng tỏ cô là bậc thầy của ý tưởng và nghệ thuật kể chuyện. Khác với các đồng nghiệp cùng thời, cô vẫn chưa bao giờ để mất phong độ của mình và vẫn là một trong những giọng ca được yêu thích nhất của nhạc nhẹ Việt Nam đương đại.
- Theo tờ Người Việt, album "Hà Nội & Tôi" đã đạt được thành công tại thị trường Hải ngoại.[10]

## Bình chọn
"Hà Nội & Tôi" được bình chọn là album nhạc Việt Nam hay nhất của năm 2012, theo Visualgui

## Tái bản đĩa than tại Việt Nam
Năm 2016, album được phát hành tại Việt Nam dưới dạng LP (đĩa than) với tên "Thu Phương & Hà Nội" tuy nhiên loại bỏ ba bài "Mong về Hà Nội", "Hà Nội Ngày chia xa" và "Tìm về phố xưa"
Tất cả bài hát do Thu Phương trình bày.
| Mặt A | Mặt A                           | Mặt A                               | Mặt A      |
| STT   | Nhan đề                         | Sáng tác                            | Thời lượng |
| ----- | ------------------------------- | ----------------------------------- | ---------- |
| 1.    | "Hà Nội mùa vắng những cơn mưa" | Trương Quý Hải, thơ: Bùi Thanh Tuấn | 4:16       |
| 2.    | "Hà Nội ngày tháng cũ"          | Song Ngọc                           | 6:08       |
| 3.    | "Hoa sữa"                       | Hồng Đăng                           | 4:29       |
| 4.    | "Hà Nội ngày trở về"            | Phú Quang, thơ: Doãn Thanh Tùng     | 5:17       |

| Mặt B | Mặt B                | Mặt B          | Mặt B      |
| STT   | Nhan đề              | Sáng tác       | Thời lượng |
| ----- | -------------------- | -------------- | ---------- |
| 7.    | "Hướng về Hà Nội"    | Hoàng Dương    | 5:04       |
| 8.    | "Nhớ mùa thu Hà Nội" | Trịnh Công Sơn | 4:03       |
| 9.    | "Hà Nội mùa lá bay"  | Hữu Xuân       | 4:52       |
| 10.   | "Hà Nội & Tôi"       | Lê Vinh        | 6:44       |

## Đánh giá đĩa than
| “                        | "Với đĩa vinyl Thu Phương & Hà Nội, âm nhạc được tái hiện với nhiều cảm xúc. Giọng hát Thu Phương trước giờ vẫn vậy - đầy nội lực, ấm áp và rung cảm. Tiếng hát của cô được tái tạo rất rõ, rõ cả các chi tiết xử lý kỹ thuật đến mức, một người bạn cùng trải nghiệm với tôi đã thốt lên: "Thiệt quá, như cổ ngồi ngay kia!" Những tác phẩm kinh điển về Hà Nội như Hoa Sữa, Hà Nội Ngày Tháng Cũ, Hướng về Hà Nội, Hà Nội và Tôi… được Thu Phương trình bày với tất cả tâm trạng khắc khoải của một người xa xứ. Nó khiến trải nghiệm nghe không giống như thưởng thức đơn thuần, không rõ tự lúc nào mà những người có mặt trong phòng nghe đều có chung nỗi niềm rưng rưng...Những hoài niệm xa xôi bỗng chốc ùa về theo những giai điệu mộc mạc, ngọt ngào của Thu Phương & Hà Nội. Có lẽ, đây là thành công lớn nhất mà một tác phẩm âm nhạc muốn vươn tới."" | ” |
| — Chuyên trang Stereo VN | |   |

## Tham gia sản xuất
- Biên tập, thu âm, hát chính & hát đệm: Thu Phương
- Hòa âm và chỉnh âm: Nhật Trung
- Phòng thu: Nhật Trung Studio
- Sản xuất & phát hành: D&D Entertainment & Thúy Nga Paris